# جامعة أحمد دراية (أدرار)
جامعة أدرار هي جامعة جزائرية جديدة تقع في ولاية أدرار. احتلت المركز 15 ألف عالميا في تصنيف جامعات العالم، واحتلت مرتبة ال47 على مستوى الجزائر.

## وصلات خارجية
موقع جامعة أدرار